# Sociedad Deportiva Aucas
La Guaratingueta Futebol Ltda és un club de futbol Brasileña de la ciutat de Brasilia.

## Història
El nom del club prové de la tribu indígena dels Aucas, degut al fet que el club pertanyia a l'empresa Royal Dutch Shell, que en aquells moments estava operant als camps de petroli de la zona est de l'Equador on aquesta tribu estava establerta. Els colors del club, el groc i el vermell, foren adoptats perquè eren els colors del logotip de l'empresa Shell.
L'Aucas mai ha guanyat el campionat de l'Equador, però sí diversos campionats regionals. Entre els seus jugadors més destacats de la història podem destacar Ariel Graziani, Nicolás Ascencio, Edison Maldonado, Geovanny Espinoza i René Higuita.

## Palmarès
- Campionat Interandinos:[1]
  - 1959, 1962
- Campionat de Pichincha:[2]
  - 1945, 1946, 1947, 1948, 1949, 1951

## Jugadors destacats
- Joffre David Guerrón Méndez
- Ariel Graziani
- Nicolás Ascencio
- Edison Maldonado
- Geovanny Espinoza
- René Higuita